# Faux poivre
Pour les articles homonymes, voir poivre et poivre (homonymie).
Le terme « faux poivre » s'applique de façon générique aux épices tirées d'une grande variété de plantes sans liens de parenté avec les poivriers du genre Piper. Elles partagent avec le « vrai » poivre leur saveur piquante, mais ont des arômes parfois fort différents.

## Faux poivres asiatiques
Le « vrai » poivre et ses différentes variétés (poivre noir, poivre blanc, poivre vert) est originaire de la côte de Malabar à l'ouest de l'Inde. Mais d'autres plantes d'origine asiatique sont connus sous ce nom.

### Poivres « de Sichuan »

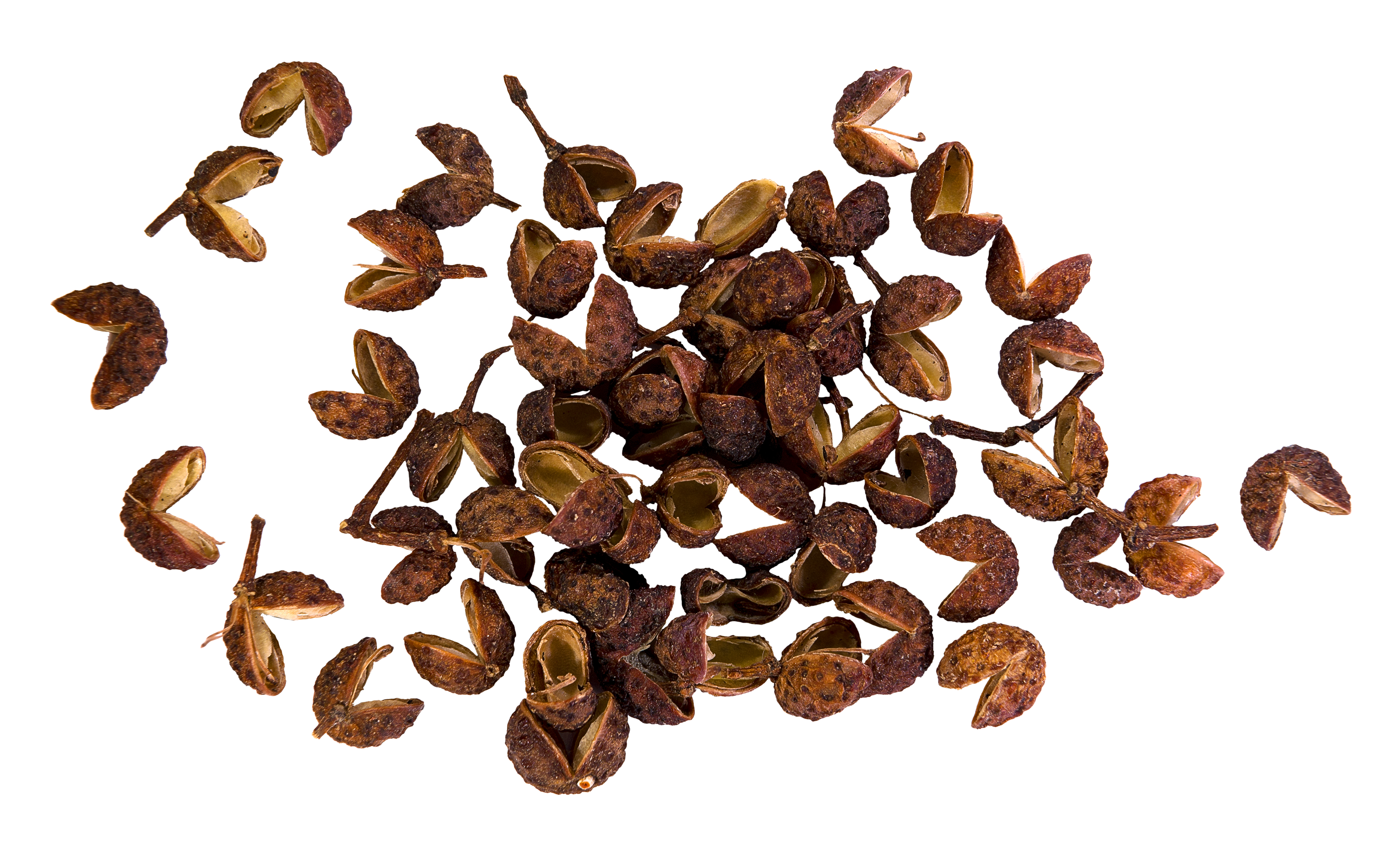
Poivre du Sichuan (Zanthoxylum).

Sous le nom générique de « poivre de Sichuan » ou de « poivre de Chine » se trouvent plusieurs espèces du genre Zanthoxylum, de la famille des Rutacées. La plupart des sources s'accordent à considérer Zanthoxylum bungeanum,, et Zanthoxylum simulans comme espèces principales. Elles sont originaires de Chine et largement distribuées dans les provinces du Sichuan, du Shaanxi, du Yunnan, du Guizhou et du Gansu, mais aussi dans les îles japonaises, la péninsule coréenne, en Inde et dans d'autres régions. 
D'autres espèces proches font l'objet d'une utilisation similaire et sont souvent citées comme « poivre du Sichuan » : Zanthoxylum armatum, le poivre de Timut, Zanthoxylum piperitum, le poivre du Japon, Zanthoxylum schinifolium, son équivalent coréen, Zanthoxylum acanthopodium, l'andaliman indonésien, ou encore Zanthoxylum rhetsa, utilisée en Inde.
La saveur de ces faux poivres varie en fonction des espèces et des qualités, mais elle est généralement citronnée, piquante et légèrement anesthésiante. L'épice est largement utilisée en Chine, particulièrement dans la cuisine sichuanaise, ainsi que dans les pays voisins. Elle est un des ingrédients du cinq épices chinois et du shichimi (sept épices) japonais. Dans la tradition chinoise, le poivre du Sichuan est souvent servi à table comme condiment, soit pur soit sous forme de sel aromatisé.

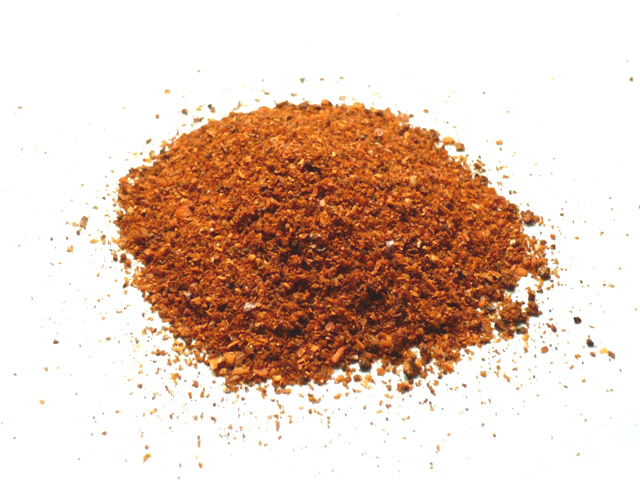
Piment d'Alep en poudre.

### Poivre d'Alep

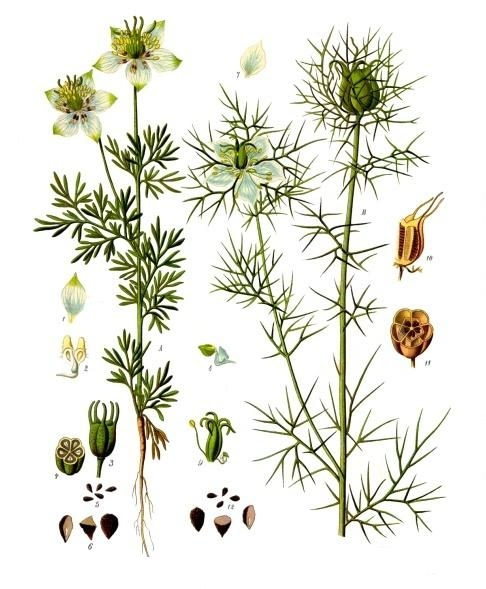
Nigelle cultivée

Autre nom du piment d'Alep, variété de Capsicum annuum utilisée comme épice, en particulier dans la cuisine du Moyen-Orient et de la Méditerranée.

### Nigelle cultivée
Autre nom du cumin noir et de la poivrette. Il a une forte saveur, piquante et poivrée. Il est utilisé dans la cuisine orientale pour saupoudrer le pain traditionnel, le naan, les pâtisseries, les plats sucrés, les fromages et les soupes.

## Faux poivres européens

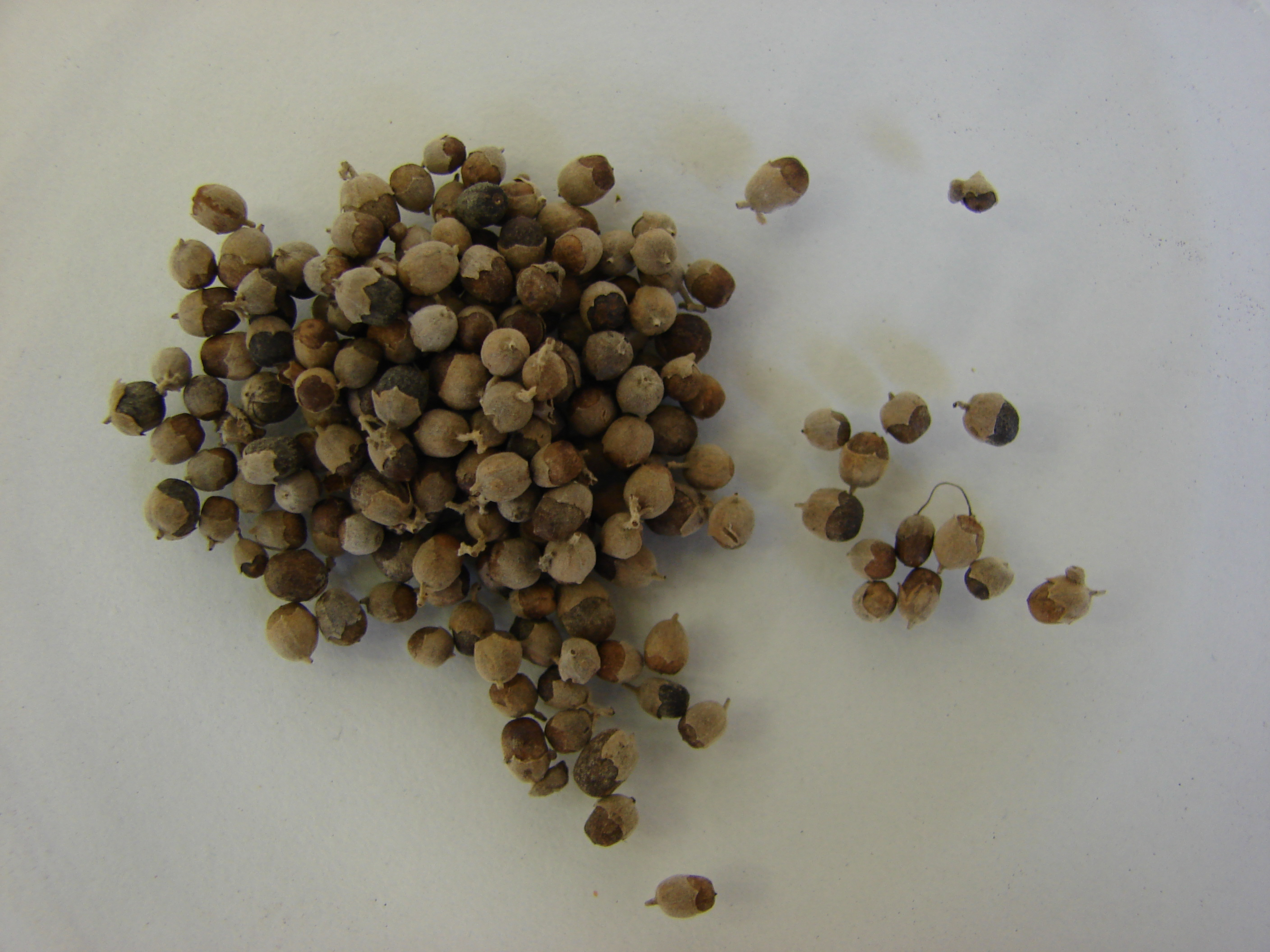
Baies de gattilier (Vitex agnus-castus).

Le gattilier (Vitex agnus-castus) est un arbuste originaire d'Europe méridionale dont les fruits sont connus sous le nom de poivre des moines, car ils étaient réputés pour leurs propriétés anaphrodisiaques.
En France, la marque Abies Lagrimus vend du "poivre de sapin", épice issue de bourgeons de sapin blanc, protégée par un brevet.

## Faux poivres africains
Les termes poivre d'Afrique  et poivre de Guinée  peuvent désigner une importante variété d'espèces non apparentées.  

### Tsiperifery
Il s'agit d'un « vrai » poivre du genre Piper originaire de Madagascar. C'est un poivre sauvage.

### Poivre des Achantis
Il s'agit d'un « vrai » poivre du genre Piper originaire de l'ouest et du centre de l'Afrique tropicale. Il est attesté en Europe au XIVe siècle, puis oublié ensuite au profit du poivre noir.

### Graines de paradis

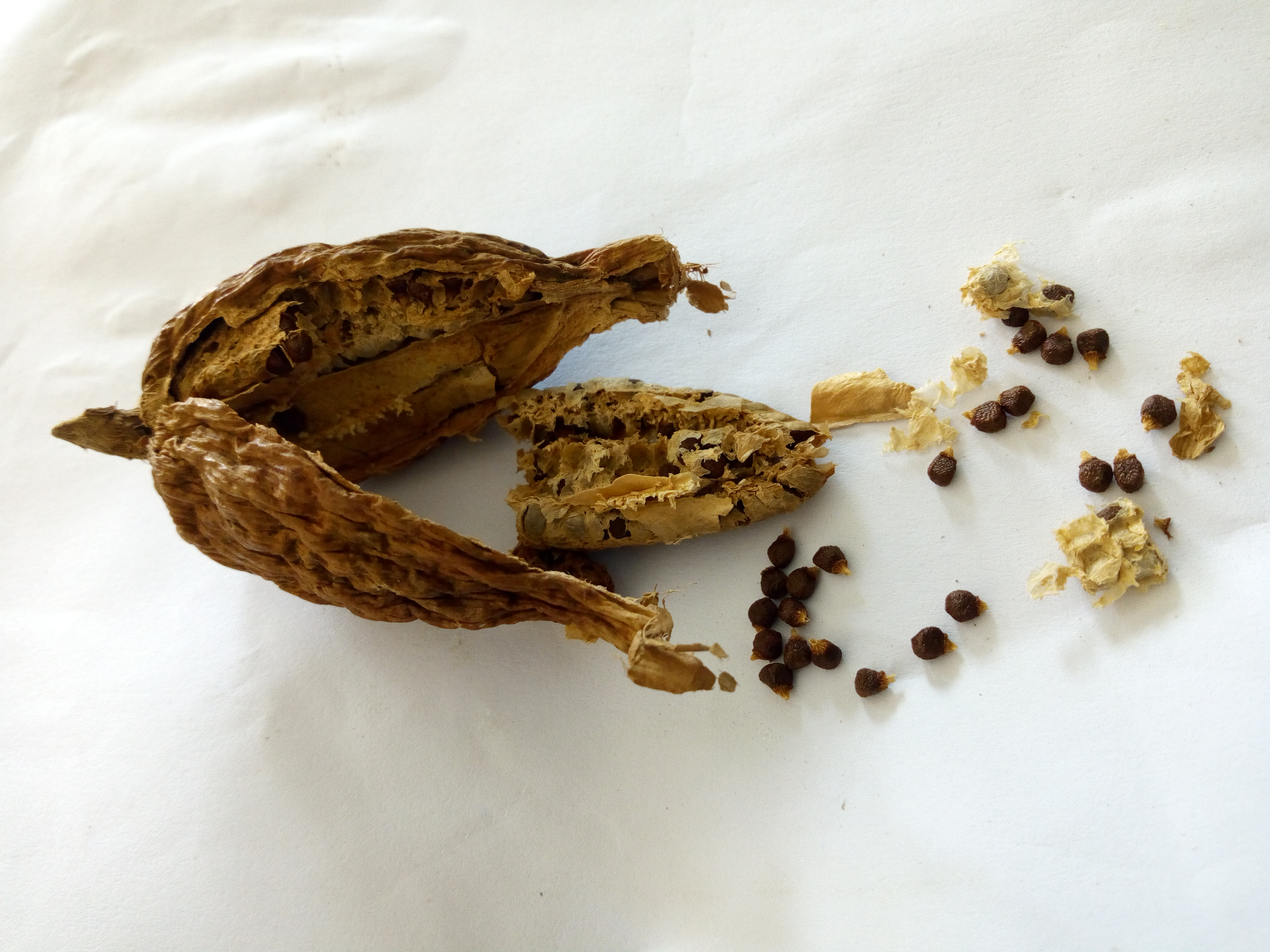
Gousse décortiquée et graines de maniguette (Aframomum melegueta).

Les noms de maniguette, malaguette, ou graines de paradis, s'appliquent à plusieurs espèces du genre Aframomum, particulièrement Aframomum melegueta.

### Kili

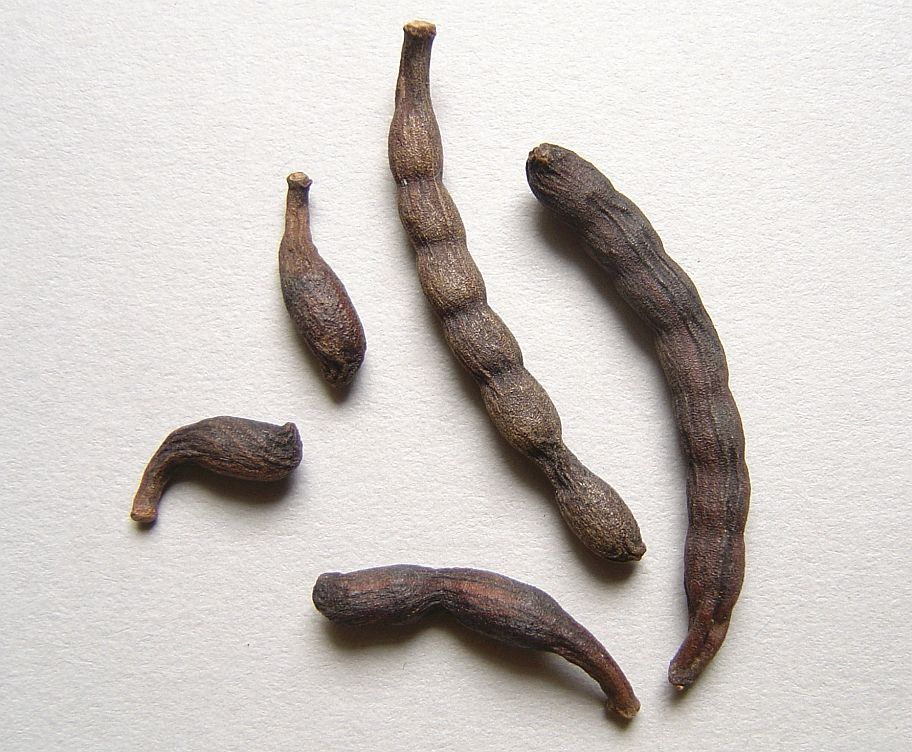
Gousses de kili (Xylopia aethiopica).

### Tsiperifery
Espèce du même genre que le poivre, Piper borbonense. 

### Poivres roses

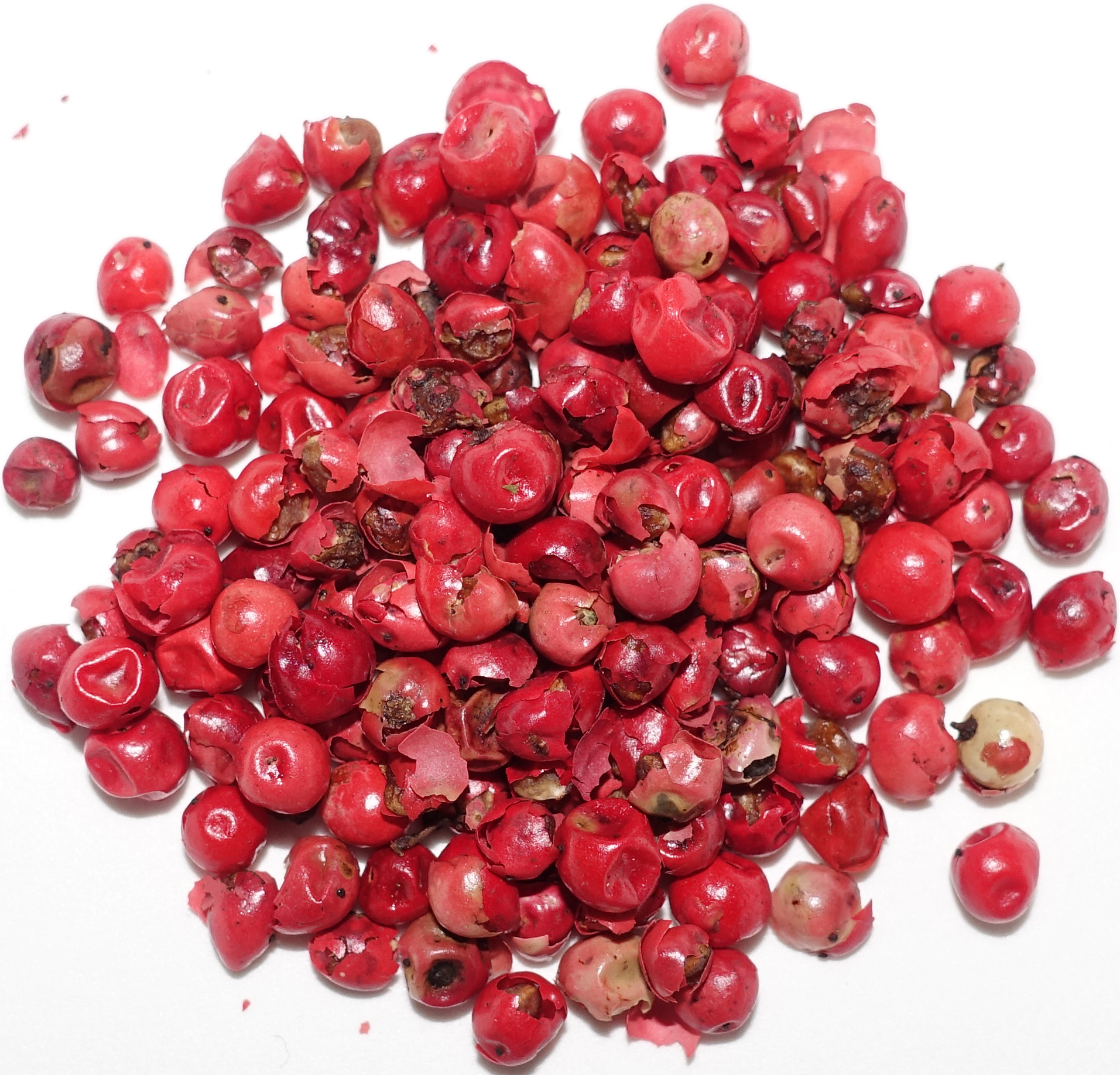
Baies roses (Schinus molle).

### Poivre de la Jamaïque

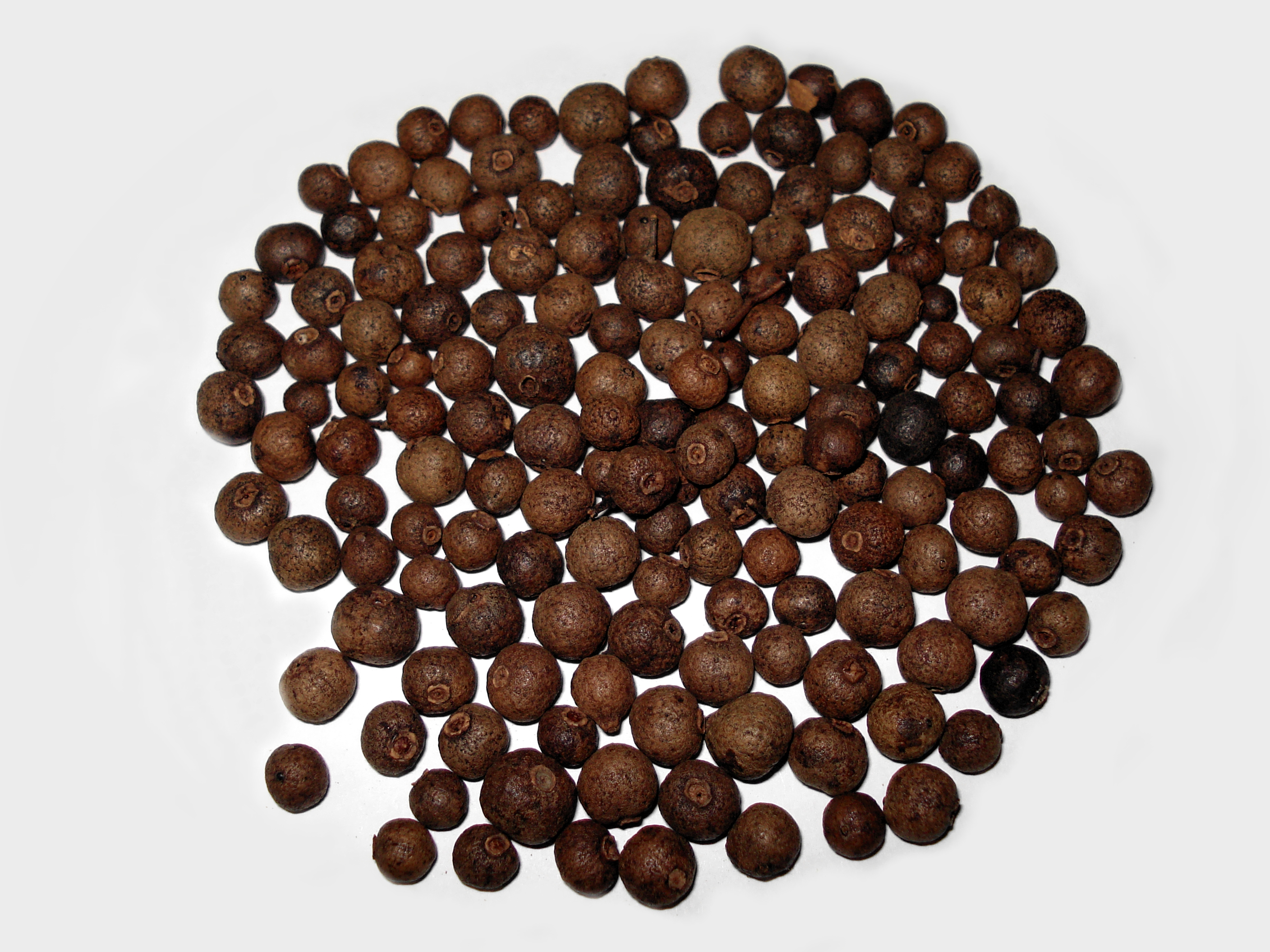
Baies de toute-épice (Pimenta dioica).

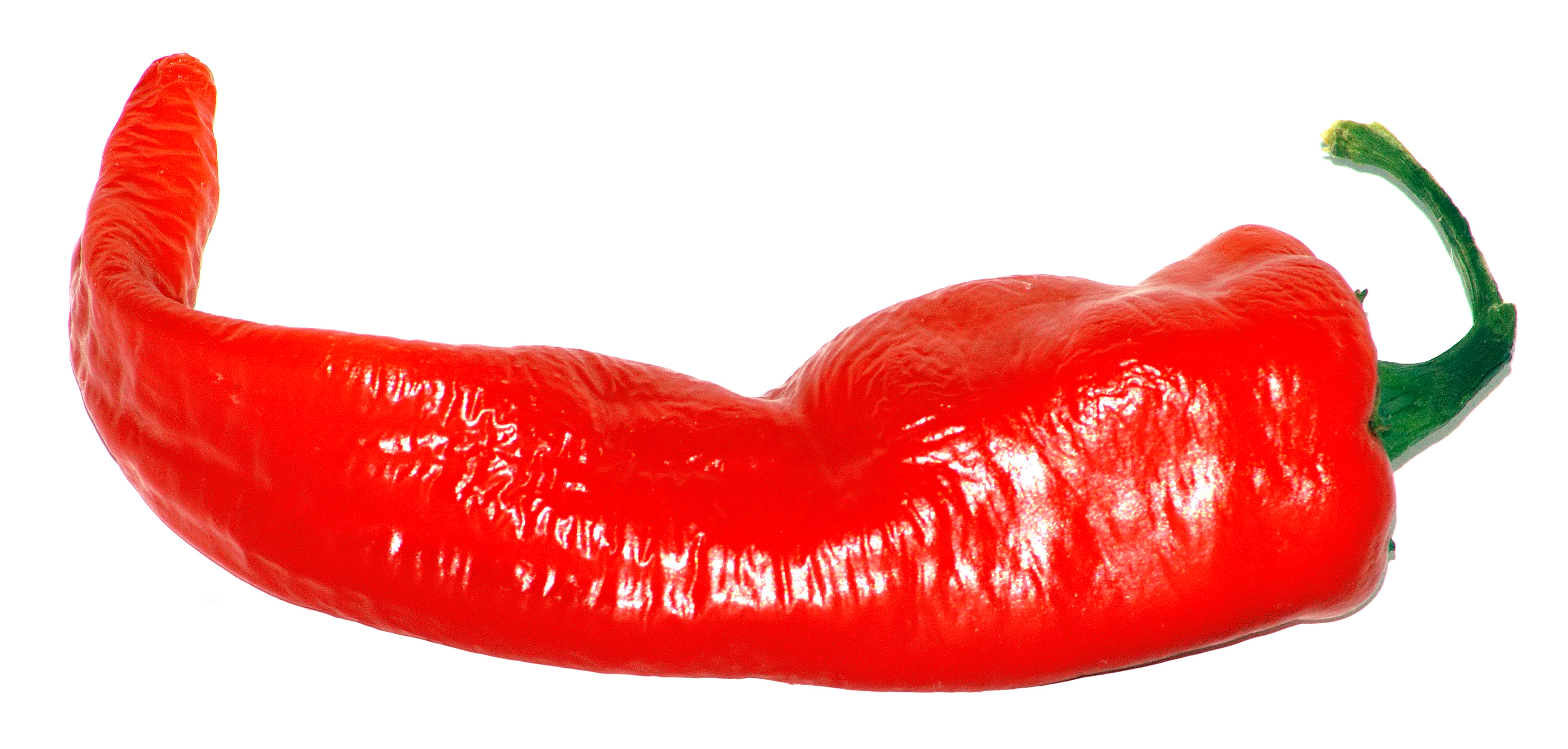
Grand piment de Cayenne.

## Faux poivres américains

### Poivre de Cayenne
Autre nom du piment de Cayenne, variété de Capsicum annuum.

## Faux poivres océaniens

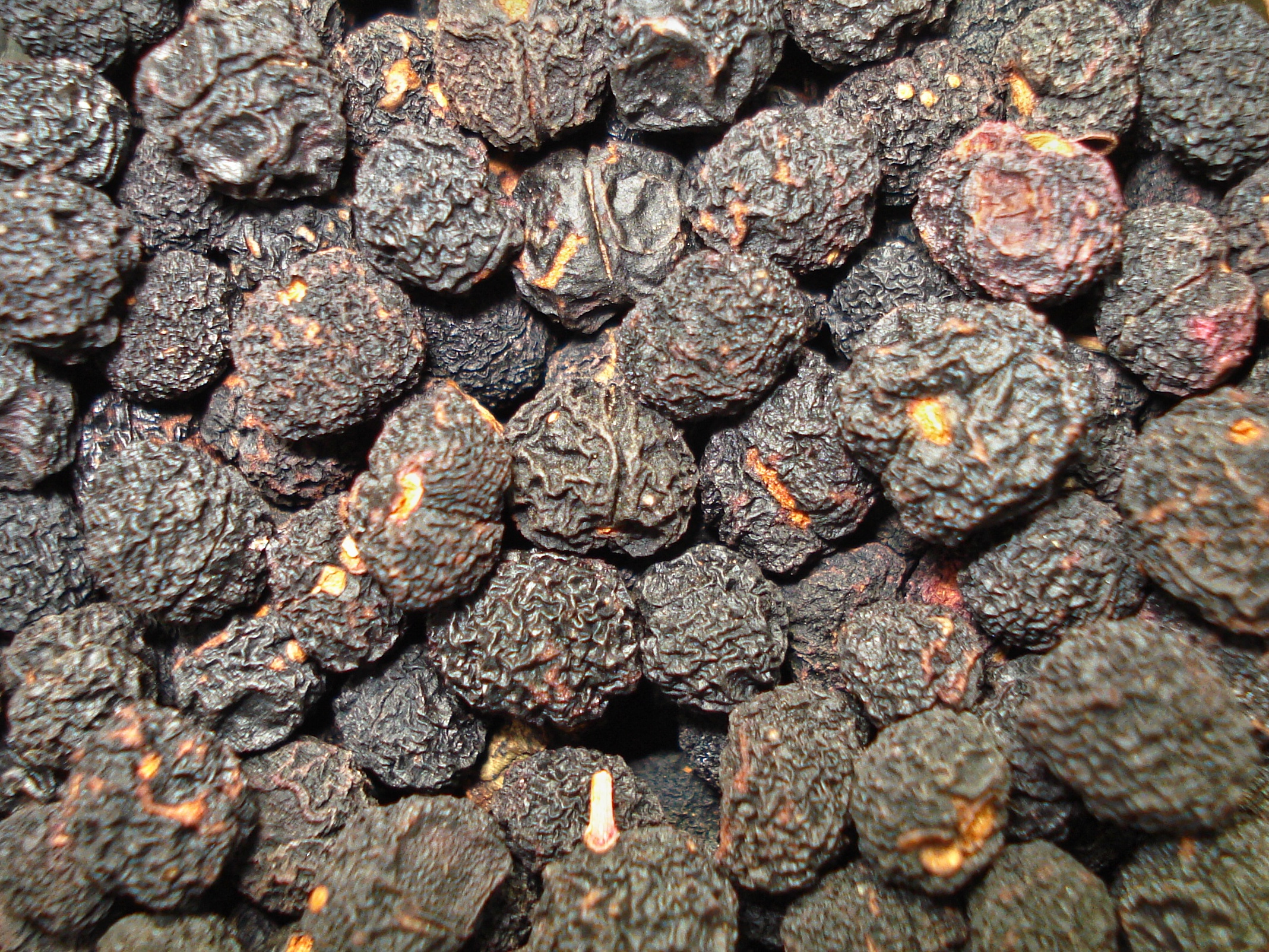
Fruits séchés de poivre de Tasmanie (Tasmannia lanceolata).

## Faux poivres de plusieurs continents

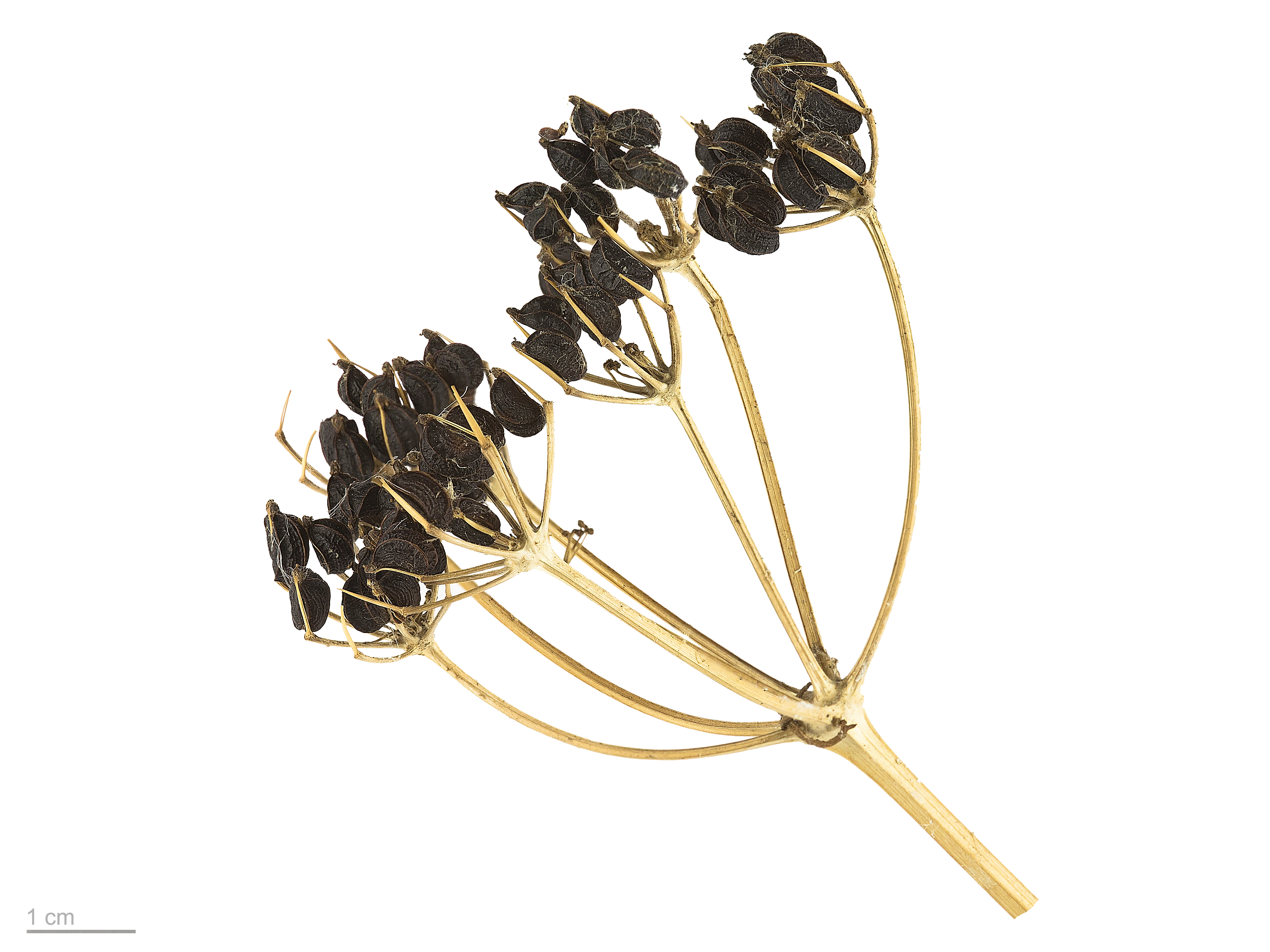
Fruits séchés du poivre des marais

### Poivre des marais
Autre nom en Poitou-Charentes du maceron (Smyrnium olusatrum), plante herbacée du bassin méditerranéen de la famille des Apiacées (Ombellifères). Les graines sèches (à maturité) peuvent être employées comme condiment. Sa saveur est poivrée, légèrement amère. Toutes ces parties ont une saveur aromatique et sucrée très agréable, surtout après cuisson.

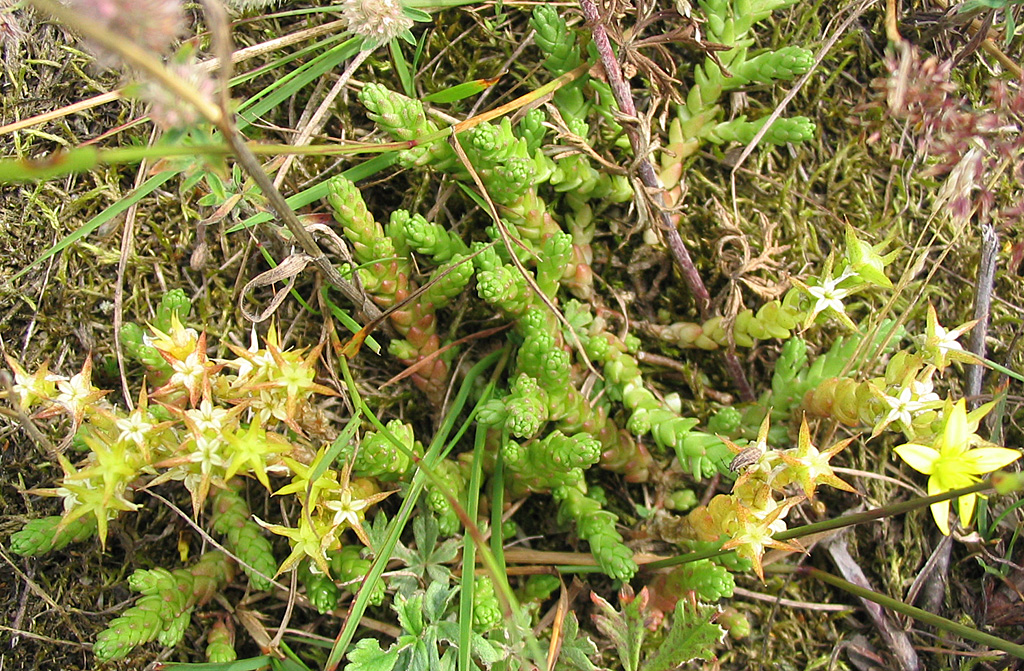
Orpin âcre

### Poivre des murailles
Autre nom de l'orpin âcre (Sedum acre), aussi nommé orpin brûlant ou Poivre de muraille, plante du bassin méditerranéen de la famille des Crassulacées. 

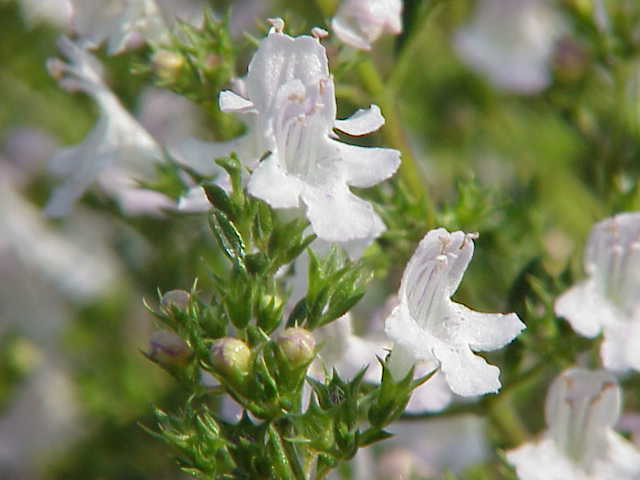
Satureja montana, sarriette des montagnes.

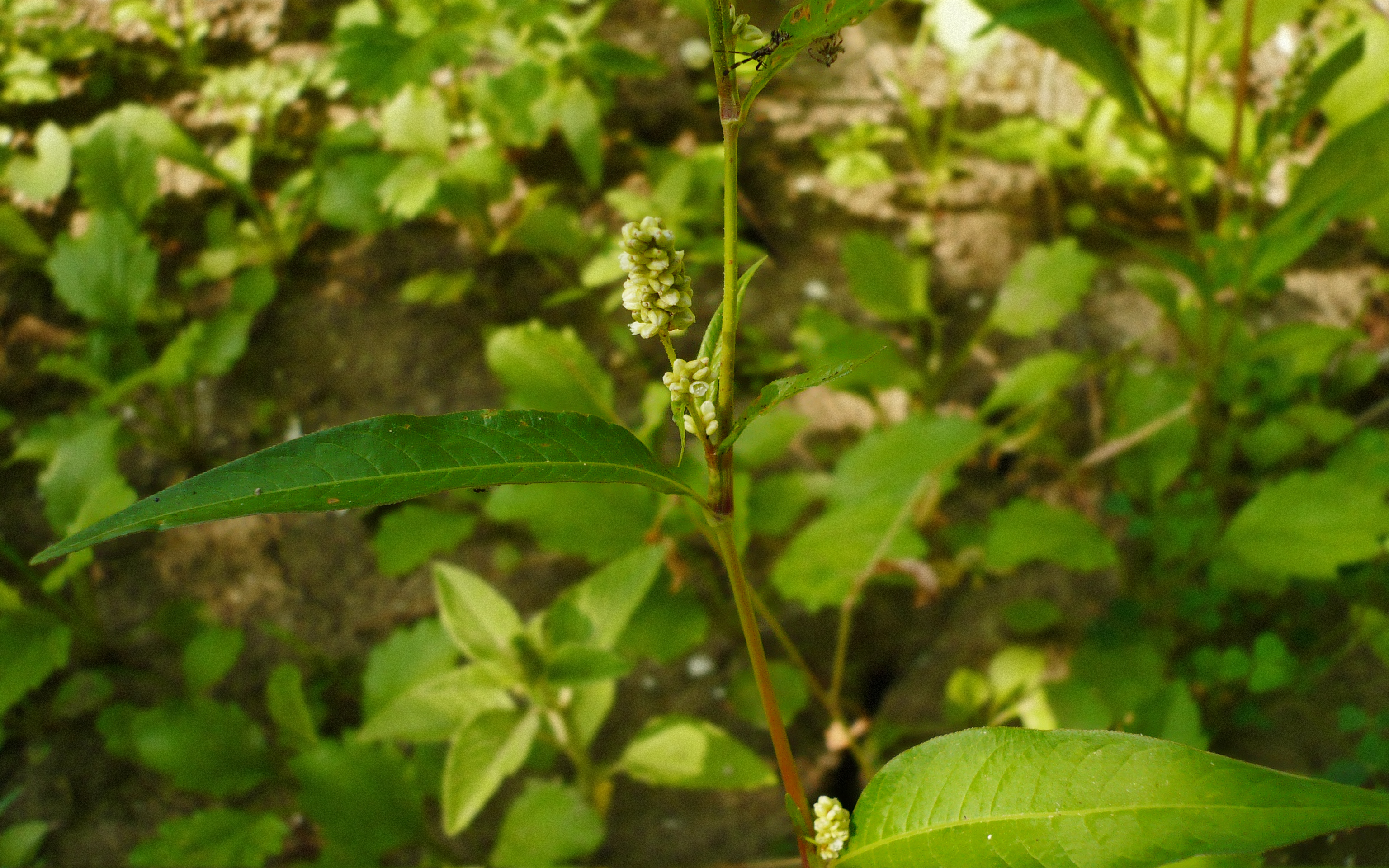
Renouée poivre d'eau

### Poivre d'âne
Traduction du nom provençal (pèbre d'ai ou pèbre d'ase) de la sarriette, qui a aussi donné son nom au fromage qu'elle aromatise.

### Renouée Poivre d'eau

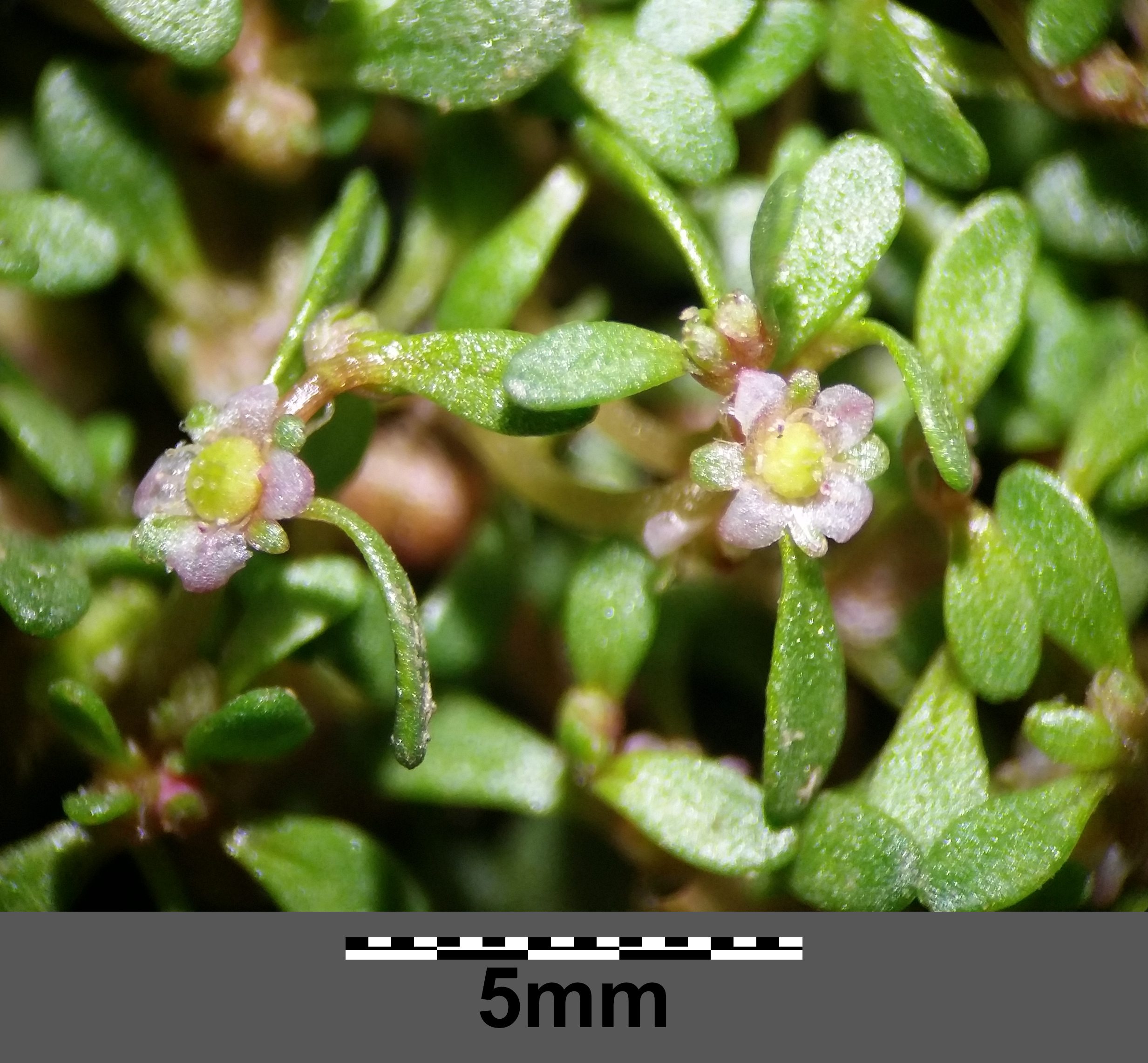
Élatine poivre-d'eau en fleurs

Nom vernaculaire de la Persicaria hydropiper, espèce de plantes herbacées de la famille des Polygonacées qui pousse dans des zones humides. Elle est utilisée en cuisine japonaise sur les sashimi. Les autochtones d'Amérique du nord utilisaient toutes les parties de cette plante comme condiment poivré (au début du XXe siècle, ils l'appelaient « poivre indien »).

### Élatine poivre-d'eau
Nom vernaculaire de l'Elatine hydropiper, espèce de plante herbacée aquatique à fleurs de la famille des Elatinaceae et du genre Elatine. Elle doit son nom au goût très fort de ses feuilles.